# Banling
Banling (kinesiska: 板岭乡, 板岭) är en socken i Kina. Den ligger i den autonoma regionen Guangxi, i den södra delen av landet, omkring 170 kilometer norr om regionhuvudstaden Nanning. Antalet invånare är 24227. Befolkningen består av 11 926 kvinnor och 12 301 män. Barn under 15 år utgör 27,0 %, vuxna 15-64 år 60 %, och äldre över 65 år 11,0 %.
Genomsnittlig årsnederbörd är 1 962 millimeter. Den regnigaste månaden är juni, med i genomsnitt 354 mm nederbörd, och den torraste är februari, med 41 mm nederbörd.